# Wuppertaler Kanu-Club
Der Wuppertaler Kanu-Club e. V. (WKC) ist ein Kanuverein in Wuppertal. Der Verein hat ca. 250 Mitglieder (Stand 2007) und betreibt Kanuwandern, Kanurennsport, Kanupolo, Wildwasserpaddeln und Drachenbootsport. Die Vereinsfarben sind Blau und Weiß.
Der Verein hat ein Bootshaus auf dem Ennepetaler Ufer des Beyenburger Stausees, das über ein Bootslager, einen Hantelraum, Umkleiden, Duschen und Sanitäreinrichtungen sowie ein Vereinslokal verfügt.

## Geschichte
Der Verein wurde 1924 als Barmer Paddlervereinigung e. V. gegründet. Als erstes Bootshaus diente ein 30 m² großes Holzgebäude am (damals noch erheblich kleineren) Beyenburger Stausee. 1926 wurde das Gebäude um eine Küche, Umkleide- und Schlafräume und eine neue Bootsanlegestelle erweitert. 1927 wurden im Uelfebad die 1. Bergischen Kanu-Kampfspiele veranstaltet, bei denen Staffelrennen, Lanzenstechen und Eskimotieren zum Programm zählten.
Anfang 1928 kam es zu internen Querelen. In der Folge trat ein gutes Dutzend Mitglieder aus dem Verein aus und gründete einen neuen Club, den Verein für Kanusport Barmen e. V.
1936 erfolgte auf Geheiß des Nationalsozialistischen Reichsbundes für Leibesübungen die Fusion der Barmer Paddervereinigung, des Rudersportvereins Hügel und der Faltbootfreunde Barmen zum neuen Verein Wuppertaler Kanu-Club. Der Rudersportverein Hügel war 1931 gegründet worden und hatte 1932 der Barmer Paddlergilde ein Gelände zur Errichtung eines Bootshauses abgetreten. Die 1930 gegründeten Faltbootfreunde Barmen besaßen ein Bootshaus an der Wupper in Wilhelmstal.
1952 wurde durch den Ausbau des Beyenburger Stausees der Bau eines neuen Bootshauses erforderlich, in dem bis heute das Vereinsleben stattfindet.
1977 trat der WKC der sechs Jahre zuvor gegründeten Kanu-Sportgemeinschaft Wuppertal bei.

## Erfolge
Der Verein nahm ab 1949 an Deutschen Meisterschaften teil. Neben zahlreichen Deutschen Meistern und stellte er mehrere WM- und einen Olympiateilnehmer.
Zu den erfolgreichsten Sportlern des Vereins gehören Ralf Wienand (Olympiateilnehmer im Zweierkanadier 1984), Michael Ebhardt und Thomas Faulstich.